# Джонс, Колби
Колби Джонс (англ. Colby Jones; Пустой шаблон {{ВД-Преамбула}} ) — американский профессиональный баскетболист клуба НБА «Вашингтон Уизардс».

## Профессиональная карьера

### Сакраменто Кингз (2023–2025)
Джонс был выбран под общим 34-м номером командой «Шарлотт Хорнетс» на драфте НБА 2023 года. Во время драфта «Бостон Селтикс» выменяли права на Колби, а затем обменяли его в «Сакраменто Кингз» на права на Джордана Уолша и выбор во втором раунде драфта 2024 года. На протяжении своих первых двух сезонов он несколько раз переводился в «Стоктон Кингз».

### Вашингтон Уизардс (2025–настоящее время)
6 февраля 2025 года Джонс был обменян в «Вашингтон Уизардс» в результате мультикомандной сделки.

## Статистика

### Статистика в НБА
| Сезон                                                                                    | Команда    | Регулярный сезон | Регулярный сезон | Регулярный сезон | Регулярный сезон | Регулярный сезон | Регулярный сезон | Регулярный сезон | Регулярный сезон | Регулярный сезон | Регулярный сезон | Регулярный сезон | Серия плей-офф | Серия плей-офф | Серия плей-офф | Серия плей-офф | Серия плей-офф | Серия плей-офф | Серия плей-офф | Серия плей-офф | Серия плей-офф | Серия плей-офф | Серия плей-офф |
| Сезон                                                                                    | Команда    | GP               | GS               | MPG              | FG%              | 3P%              | FT%              | RPG              | APG              | SPG              | BPG              | PPG              | GP             | GS             | MPG            | FG%            | 3P%            | FT%            | RPG            | APG            | SPG            | BPG            | PPG            |
| ---------------------------------------------------------------------------------------- | ---------- | ---------------- | ---------------- | ---------------- | ---------------- | ---------------- | ---------------- | ---------------- | ---------------- | ---------------- | ---------------- | ---------------- | -------------- | -------------- | -------------- | -------------- | -------------- | -------------- | -------------- | -------------- | -------------- | -------------- | -------------- |
| 2023/24                                                                                  | Сакраменто | 30               | 0                | 6,4              | 39,4             | 9,1              | 54,5             | 1,3              | 0,7              | 0,2              | 0,2              | 2,1              | Не участвовал  | Не участвовал  | Не участвовал  | Не участвовал  | Не участвовал  | Не участвовал  | Не участвовал  | Не участвовал  | Не участвовал  | Не участвовал  | Не участвовал  |
| 2024/25                                                                                  | Сакраменто | 24               | 0                | 5,4              | 42,3             | 40,0             | -                | 1,0              | 0,3              | 0,3              | 0,3              | 1,1              | Не участвовал  | Не участвовал  | Не участвовал  | Не участвовал  | Не участвовал  | Не участвовал  | Не участвовал  | Не участвовал  | Не участвовал  | Не участвовал  | Не участвовал  |
| 2024/25                                                                                  | Вашингтон  | 15               | 0                | 25,7             | 46,6             | 30,8             | 65,7             | 4,3              | 2,5              | 1,3              | 0,4              | 8,7              | Не участвовал  | Не участвовал  | Не участвовал  | Не участвовал  | Не участвовал  | Не участвовал  | Не участвовал  | Не участвовал  | Не участвовал  | Не участвовал  | Не участвовал  |
|                                                                                          | Всего      | 69               | 0                | 10,2             | 43,5             | 25,4             | 63,0             | 1,8              | 0,9              | 0,5              | 0,3              | 3,2              | Не участвовал  | Не участвовал  | Не участвовал  | Не участвовал  | Не участвовал  | Не участвовал  | Не участвовал  | Не участвовал  | Не участвовал  | Не участвовал  | Не участвовал  |
| Наведите курсор мыши на аббревиатуры в заголовке таблицы, чтобы прочесть их расшифровку. |            |                  |                  |                  |                  |                  |                  |                  |                  |                  |                  |                  |                |                |                |                |                |                |                |                |                |                |                |

### Статистика в Джи-Лиге
| Сезон                                                                                    | Команда              | Регулярный сезон | Регулярный сезон | Регулярный сезон | Регулярный сезон | Регулярный сезон | Регулярный сезон | Регулярный сезон | Регулярный сезон | Регулярный сезон | Регулярный сезон | Регулярный сезон | Серия плей-офф | Серия плей-офф | Серия плей-офф | Серия плей-офф | Серия плей-офф | Серия плей-офф | Серия плей-офф | Серия плей-офф | Серия плей-офф | Серия плей-офф | Серия плей-офф |
| Сезон                                                                                    | Команда              | GP               | GS               | MPG              | FG%              | 3P%              | FT%              | RPG              | APG              | SPG              | BPG              | PPG              | GP             | GS             | MPG            | FG%            | 3P%            | FT%            | RPG            | APG            | SPG            | BPG            | PPG            |
| ---------------------------------------------------------------------------------------- | -------------------- | ---------------- | ---------------- | ---------------- | ---------------- | ---------------- | ---------------- | ---------------- | ---------------- | ---------------- | ---------------- | ---------------- | -------------- | -------------- | -------------- | -------------- | -------------- | -------------- | -------------- | -------------- | -------------- | -------------- | -------------- |
| 2023/24                                                                                  | Стоктон Кингз        | 22               | 22               | 36,2             | 47,3             | 33,1             | 56,8             | 6,6              | 4,5              | 2,2              | 0,7              | 18,0             | Не участвовал  | Не участвовал  | Не участвовал  | Не участвовал  | Не участвовал  | Не участвовал  | Не участвовал  | Не участвовал  | Не участвовал  | Не участвовал  | Не участвовал  |
| 2024/25                                                                                  | Стоктон Кингз        | 15               | 15               | 33,4             | 45,8             | 38,5             | 51,7             | 5,2              | 3,5              | 1,7              | 0,9              | 19,7             | Не участвовал  | Не участвовал  | Не участвовал  | Не участвовал  | Не участвовал  | Не участвовал  | Не участвовал  | Не участвовал  | Не участвовал  | Не участвовал  | Не участвовал  |
| 2024/25                                                                                  | Кэпитал-Сити Гоу-Гоу | 7                | 5                | 28,5             | 50,0             | 47,8             | 33,3             | 4,7              | 2,3              | 2,4              | 0,4              | 9,9              | 1              | 1              | 39,8           | 52,6           | 42,9           | 66,7           | 6,0            | 5,0            | 2,0            | 1,0            | 25,0           |
|                                                                                          | Всего                | 44               | 42               | 34,0             | 46,9             | 36,6             | 53,9             | 5,8              | 3,8              | 2,1              | 0,7              | 17,3             | 1              | 1              | 39,8           | 52,6           | 42,9           | 66,7           | 6,0            | 5,0            | 2,0            | 1,0            | 25,0           |
| Наведите курсор мыши на аббревиатуры в заголовке таблицы, чтобы прочесть их расшифровку. |                      |                  |                  |                  |                  |                  |                  |                  |                  |                  |                  |                  |                |                |                |                |                |                |                |                |                |                |                |

### Статистика в NCAA
| Сезон | Команда | Conf     | Class | GP | GS | MPG  | FG%  | 3P%  | FT%  | RPG | APG | SPG | BPG | PPG  |
| --- | ------- | -------- | ----- | -- | -- | ---- | ---- | ---- | ---- | --- | --- | --- | --- | ---- |
| 2020/21 | Ксавье  | Big East | FR    | 15 | 11 | 27,8 | 46,4 | 33,3 | 75,7 | 4,8 | 2,9 | 1,3 | 0,3 | 7,7  |
| 2021/22 | Ксавье  | Big East | SO    | 35 | 35 | 33,5 | 48,3 | 29,2 | 68,0 | 7,3 | 3,2 | 1,5 | 0,5 | 11,6 |
| 2022/23 | Ксавье  | Big East | JR    | 36 | 36 | 34,0 | 50,9 | 37,8 | 65,3 | 5,7 | 4,4 | 1,3 | 0,6 | 15,0 |
| Всего | Всего   | Всего    | Всего | 86 | 82 | 32,7 | 49,4 | 34,4 | 67,9 | 6,2 | 3,6 | 1,4 | 0,5 | 12,3 |
| Наведите курсор мыши на аббревиатуры в заголовке таблицы, чтобы прочесть их расшифровку Статистика приведена с сайта sports-reference.com |         |          |       |    |    |      |      |      |      |     |     |     |     |      |